# Andrea Benvenuti
Andrea Benvenuti (* 13. Dezember 1969 in Negrar) ist ein ehemaliger italienischer Leichtathlet. Der 1,85 m große und in seiner Wettkampfzeit 75 kg schwere Benvenuti gewann 1994 die Europameisterschaft im 800-Meter-Lauf.
Nachdem er 1991 italienischer Hallenmeister geworden war, erlief sich Benvenuti 1992 den italienischen Freiluft-Meistertitel im 800-Meter-Lauf. Bei den Olympischen Spielen 1992 in Barcelona traf Benvenuti im Vorlauf und im Halbfinale auf den Kenianer Nixon Kiprotich, der im Finale Silber gewann. Im Finale lief Benvenuti am Ende des Feldes und spurtete dann nach vorn. In 1:45,23 Minuten wurde er als Fünfter bester Europäer. Rund sechs Wochen nach dem Finale, am 12. September 1992 stellte er in Nuoro mit 2:15,76 Minuten den noch heute gültigen italienischen 1000-Meter-Rekord auf (Stand 2007). Auch seine 800-Meter-Bestzeit mit 1:43,98 Minuten lief er 1992.
Bei den Europameisterschaften 1994 in Helsinki siegten Benvenuti und sein Landsmann Giuseppe D’Urso bereits in ihren Vorläufen. Das erste Halbfinale gewann Benvenuti vor dem Norweger Atle Douglas, im anderen Halbfinallauf kam der Norweger Vebjørn Rodal vor D’Urso ins Ziel. Im Finale wurde gebummelt und dann in der zweiten Runde gespurtet. Benvenuti hatte im Ziel in 1:46,12 Minuten einen deutlichen Vorsprung vor Rodal und dem Spanier Tomás de Teresa, während D’Urso nur Fünfter wurde.
Zwei Jahre später erreichte Benvenuti das Halbfinale der Olympischen Spiele 1996 in Atlanta, gab dort aber auf. Olympiasieger wurde der Europameisterschaftszweite von Helsinki, Vebjørn Rodal.